# Baptiste Serin
Baptiste Serin (La Teste-de-Buch, 20 giugno 1994) è un rugbista a 15 francese, che gioca come mediano di mischia nel Tolone in Top 14.

## Biografia
Serin crebbe nella cittadina di Parentis-en-Born, dove iniziò a giocare a rugby nella squadra locale. Nel 2009 entrò a far parte del centro di formazione del Bordeaux Bègles. Il suo debutto a livello professionistico avvenne nella partita con i London Irish valida per la prima giornata della fase a gironi dell'European Challenge Cup 2012-2013; successivamente, nel dicembre 2012, l'allenatore del club girondino Raphaël Ibañez lo fece esordire anche nel Top 14 contro il Grenoble. Divenuto rapidamente titolare, vestì per la prima volta la fascia di capitano nell'ottobre 2014 in occasione dell'incontro di Challenge Cup con l'Edimburgo. Al termine del campionato 2015-16 ricevette il premio come migliore rivelazione dell'anno durante la Nuit de rugby. Dopo sette stagioni nel Bordeaux, nel novembre 2018, annunciò ufficialmente la sua firma con il Tolone a partire dall'annata 2019-2020. Nella sua prima stagione con la nuova squadra raggiunse la finale di Challenge Cup, dove, però, fu sconfitto dal Bristol.
Dopo varie presenze con le selezioni giovanili francesi, Serin partecipò con l'under-20 alle edizioni 2013 e 2014 del mondiale; nelle stesse annate disputò anche il Sei Nazioni di categoria. Nel gennaio 2016 il nuovo commissario tecnico della Francia Guy Novès lo chiamò, in sostituzione dell'infortunato Morgan Parra, per uno stage preparatorio al Sei Nazioni 2016, ma poi non fu mai incluso nella lista dei convocati durante lo svolgimento del torneo. Il suo esordio internazionale avvenne nella prima partita con l'Argentina del tour estivo del 2016 dei transalpini; successivamente giocò anche tutte le amichevoli di novembre. Fu il mediano di mischia titolare della Francia per tutto il Sei Nazioni 2017 e poi scese in campo sia negli incontri della tournée di giugno sia nei test-matches di fine anno. Nonostante lo scarso impiego nel Sei Nazioni 2018, torneo dove ottenne un'unica presenza contro la Scozia, il nuovo allenatore della nazionale francese Jacques Brunel lo utilizzò in tutte le amichevoli di giugno contro la Nuova Zelanda. Nella finestra internazionale del novembre 2018 fu titolare in tutte le sfide. Prese parte anche al Sei Nazioni 2019, nel quale subentrò dalla panchina in quattro delle cinque giornate. Nel settembre 2019 fu annunciata la sua inclusione tra i convocati della Nazionale francese per la Coppa del Mondo di rugby 2019. Durante il mondiale scese in campo in tre partite, tra cui il quarto di finale perso contro il Galles, segnando una meta. L'anno seguente, il nuovo commissario tecnico dei Bleus Fabien Galthié lo convocò per il Sei Nazioni 2020, torneo durante il quale entrò dalla panchina in quattro incontri. Nella stessa stagione, vestì per la prima volta i gradi di capitano della selezione francese nella sfida contro l'Italia, valida per l'Autumn Nations Cup.

## Palmarès
- Challenge Cup: 1
Tolone: 2022-23